# Dehler

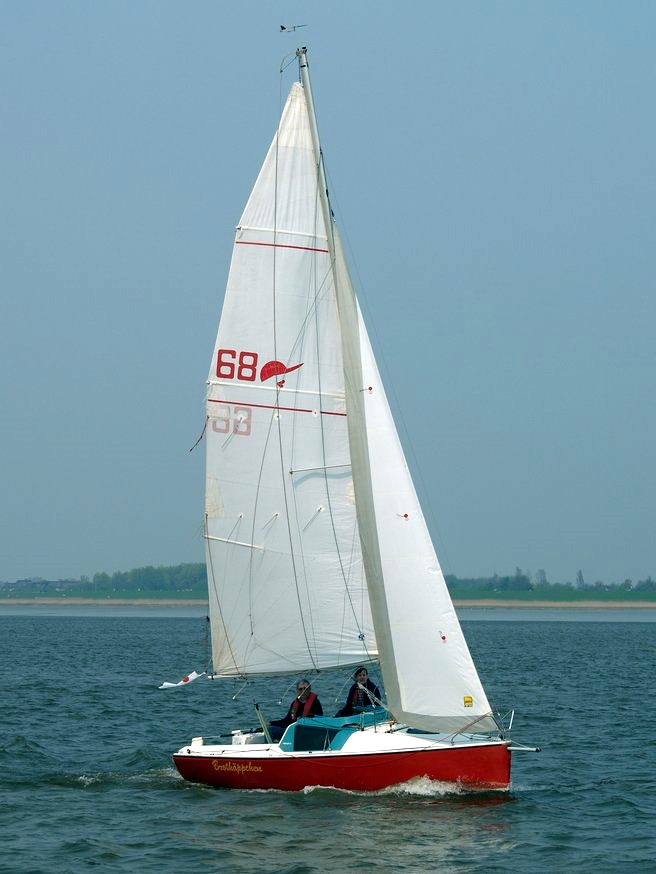
Dehler 18 "Rotkäppchen" (1992–1997)

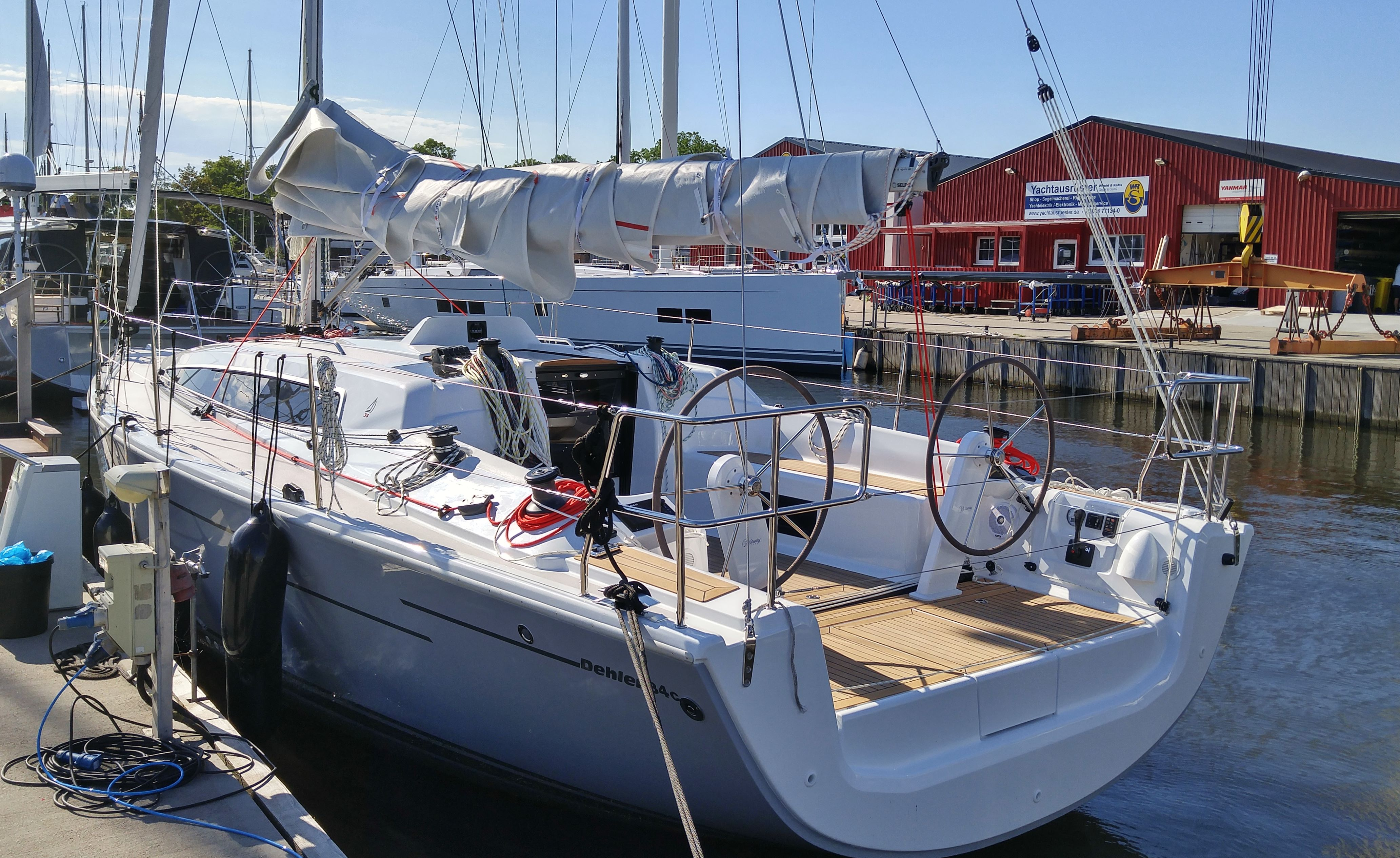
Dehler 34

Dehler Yachts är en tysk segelbåtstillverkare som grundades 1963. Företaget bygger båtar mellan 29 och 46 fot.  Nuvarande båtar är konstruerade av Judel/Vrolijk & Co.

## Båttyper
- Dehler 29 MKII
- Dehler 30 one design
- Dehler 34, Dehler 34 competition
- Dehler 38, Dehler 38 competition
- Dehler 42, Dehler 42 competition
- Dehler 46, Dehler 46 competition

## Äldre båttyper
- Winnetou (1963–1966)
- Pfeil Jolle (1964–1968)
- Flunder (1965–1967)
- Varianta K4 (1967–1971)
- Pfeil S (1968–1974)
- Optima (1969–1973)
- Varianta 65 (1971–1976)
- Delanta 76 (1972–1980)
- Delanta Race (1973)
- Optima 98 (1975–1979)
- 470 (1974–1979)
- Optima 98 (1975–1979)
- Sprinta 70 (1976–1983)
- Sprinta Sport (1977–1985)
- Duetta 86 (1977–1984)
- Duetta 86G (1977–1984)
- Optima 98G (1977–1983)
- Sprinta DS (1979–1985)
- Delanta 80
- db1 (1980–1983)
- Duetta 94 (1981–1984)
- Optima 101 (1983–1984)
- Dehler 37 (1983–1985)
- db2 (1984–1986)
- Dehler 34 (1984–1991)
- Dehler 31 (1984–1992)
- Dehler 38 (1985–1990)
- Dehlya 25 (1986–1991)
- Dehler 36 CWS (1988–1991)
- Dehler 36 db (1989–1995)
- Dehler 37 CWS (1990–1996)
- Dehler 22 (1990–1997)
- Dehler 39 CWS (1991–1994)
- Dehler 43 CWS (1991–1995)
- Dehler 18 (1992–1997)
- Dehler 35 CWS (1992–1998)
- Dehler 25 CR (1992–2002)
- Dehler 41 DS (1994–2007)
- Dehler 41 CR (1995–2007)
- Dehler 33 (1995–2003)
- Dehler 33 Competition (1996–2003)
- Dehler 29 MK1 (1997–2010)
- Dehler 39 (1998–2004)
- Dehler 36 (1999–2008)
- Dehler 47 (2001–2008)
- Dehler 34 DD (2002–2007)
- Dehler 44 SV (2003–2009)
- Dehler 34 SV (2007–2009)
- Dehler 39 SQ (2004–2007)
- Dehler 60 SV (2006–2009)
- Dehler 45 SV (2010–2012)
- Dehler 35 (2010–2011)
- Dehler 35 SQ (2012–2016)

## Utmärkelser
- Dehler 29 – "European Boat of the Year 1997". European journalists EYOT award
- Dehler 29 – "Boat of the year 1998" Klass: Over all. Sailing World USA
- Dehler 41 DS – "Boat of the year 1998" Klass: "Best full-size Cruiser". Cruising World USA
- Dehler 29 – "Boat of the Year 1999". Klass: Pocket-cruiser. Cruising World USA
- Dehler 47 – "Boat of the Year 2005" Klass: Production Cruiser 45'-50' Cruising World USA
- Dehler 38 – "Boat of the Year 2014" Klass: Best Crossover. Sailing World USA
- Dehler 38 – "Boat of the Year 2014". Voile Magazine Frankrike
- Dehler 38 – "European Boat of the Year 2014". European journalists EYOT award
- Dehler 38 – "Boat of the Year 2014". Klass: Best cruising sailboat under 38 feet. Cruising World USA